# Лёгкий стиль (поэзия)
Лёгкий стиль (окс. trobar leu [lɛw tɾubaɾ]), «лёгкая манера», «простая манера» — самый популярный стиль поэзии трубадуров. Его ясность и простота обеспечила множество поклонников этому направлению провансальской лирики, хотя современный читатель может найти его несколько шаблонным и однообразным. Самым ярким представителем этой манеры был Бернарт де Вентадорн.
Один из древних примеров литературной дискуссии — партимен между трубадурами Гираутом де Борнелем и Раймбаутом Оранским, посвящён обсуждению достоинств и недостатков двух манер — «тёмной» и «лёгкой». Исследователи подчёркивают, что в этом прении Гирауту де Борнелю выпало защищать позиции «лёгкого стиля», тогда как он сам считался мастером «тёмного». Оба стиля позднее дали жизнь новой тенденции — «изысканной манере выражения», поборником которой выступил Пейре Овернский, взявший лучшее от двух поэтических направлений.